# Plaza de la Democracia (Asunción)
La plaza de la Democracia es un espacio público ubicado en el microcentro de la ciudad de Asunción.